# Contrato del Bosque Permanente
El Contrato del Bosque Permanente (en alemán, Dauerwaldvertrag), también llamado el «Contrato de potsdam», señala un acuerdo del año 1915 entre el Zweckverband del Gran Berlín (antecesor de la comunidad local) y el estado prusiano, para la adquisición de bosque en torno a la ciudad. El actual Gran Berlín surge cinco años después del mismo Zweckverband y es sucesor legítimo del contrato. El contrato creó las condiciones para que Berlín dispusiera de grandes extensiones de terreno de bosque. El término Bosque Permanente como parte del nombre del contrato, se refiere a su propósito de permanecer inalterable en el tiempo, y no al concepto de su posible uso agropecuario.

## La compra de las tierras y su precio

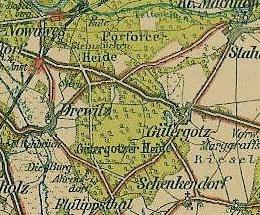
Compra del Parforceheide, según un mapa de 1903.

El Consorcio del Gran Berlín compraba del estado prusiano zonas de bosque por valor de 50 millones de marcos de oro —en total aproximadamente 10 000 hectáreas— Grunewald, Tegel, Grünau y Köpenick, que aún no formaban en este tiempo parte de Berlín, así como Försterei de Potsdam. El Consorcio se comprometía a no edificar en las superficies de bosque adquiridas, ni a revenderlas, sino a mantenerlas permanentemente a disposición de los ciudadanos como superficies de reposo. Partes de dicha superficie de bosque adquirida, como el Parforceheide, estaban y están también todavía hoy fuera de la frontera municipal berlinesa, en Brandeburgo, y pasaron de nuevo tras la reunificación alemana a ser administradas por el Servicio Forestal.
El Consorcio del Gran_Berlín (1911–1920), al cual pertenecían el municipio de Berlín y otros municipios independientes, comunidades y distritos como Charlottenburgo, Schöneberg, Steglitz, Köpenick o Reinickendorf, dirigía ya en 1912 una pregunta al gobierno sobre la adquisición de bosque y recibía una oferta de más de 11.200 hectáreas de superficie de bosque por 179 millones de marcos-oro. El Consorcio no pudo reunir esta suma.
Según Hermann Kötschke, las ofertas de gobierno originalmente se basaban en el cálculo de poco menos de 2 marcos por metro cuadrado, precio que estaba orientado en el del metro cuadrado de mercado para parques. El Consorcio objetó que ese precio no podía ser aplicado a bosques más alejados de las zonas urbanas. El último emperador alemán Wilhelm II (Guillermo II) cuyo acuerdo, de todos modos, era imprescindible para cada venta de bosque estatal, intervino en las largas negociaciones siguientes. Finalmente, del precio de compra de 50 millones de marcos de oro por 10 000 hectáreas, el Consorciotenía que saldar 5 millones enseguida y el resto en 15 pagos anuales de 3 millones cada uno.

## Obligaciones del contrato
En una contribución escrita sobre «La posesión de bosque berlinés en el cambio de los tiempos», el consejero Martin Klees resumía el contenido central del contrato como sigue: «En el contrato, que se concluyó el 27 de marzo de 1915, a pesar del comienzo de la Primera Guerra Mundial, el Consorcio del Gran Berlín se comprometía a usar los terrenos comprados exclusivamente para la adquisición y la conservación de superficies constituidas en reservas naturales, como bosques, parques, prados, lagos, etc.».

## Motivaciones

### Causas relacionadas con la política sanitaria
Una causa esencial para una previsora política forestal, era la preocupación por el «bien común en peligro». Desde la segunda mitad del siglo XIX, las pretensiones en la explotación forestal de bosque se habían ido separando cada vez más de la producción y derivando al bosque como lugar de reposo. Ya en enero de 1893, el ayuntamiento de la ciudad dirigía una solicitud al ministro con el fin de «conseguir la posesión de mayores terrenos en nuestra comunidad para asegurar la oportunidad de reposo y refresco al aire libre y en el bosque a la creciente población de la capital del imperio en un futuro más lejano».

### Suministro de agua, talas de madera

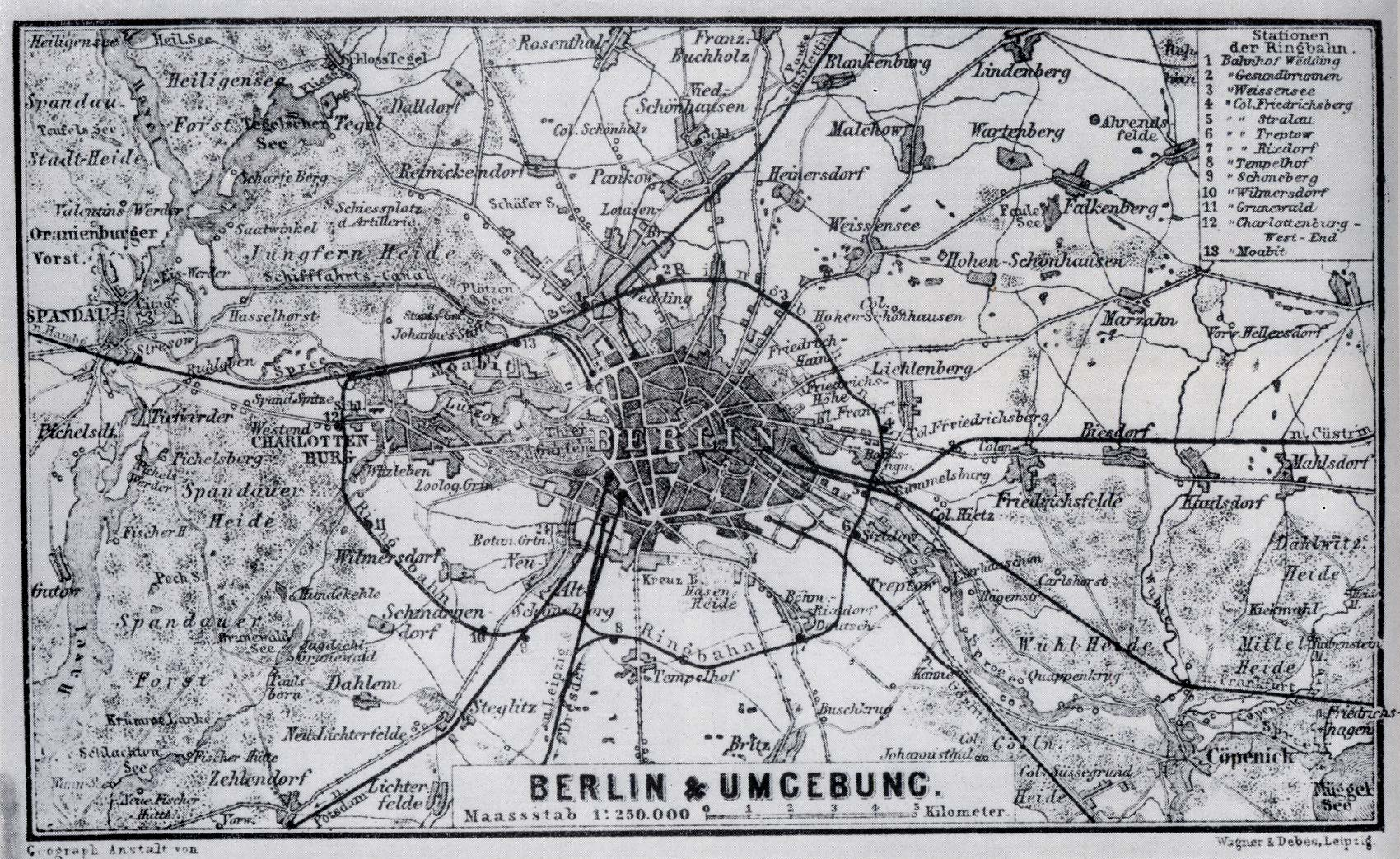
Mapa de Berlín en 1885.

Como ya indicase Van der Borght, una de las razones principales para el contrato era la necesidad de asegurar el suministro de agua potable en una población que aumentaba vertiginosamente: desde 1861 hasta 1910 pasó de 500.000 a 2 millones de habitantes. En las áreas de bosque adquiridas se encontraban numerosos ríos y lagos con agua de la mejor calidad, como el lago Schlachtensee o los de Krumme Lanke, que hoy en día se sobreentienden como pertenecientes a Berlín, pero que en aquel momento se hallaban lejos de las fronteras municipales. Para una mejor distribución de los acuíferos, se pretendía impulsar una nueva política forestal, que preveía una mezcla de cultivos forestales acordes con el desarrollo orgánico del bosque; a finales del siglo XIX se componían mayoritariamente de monocultivos de pinos.

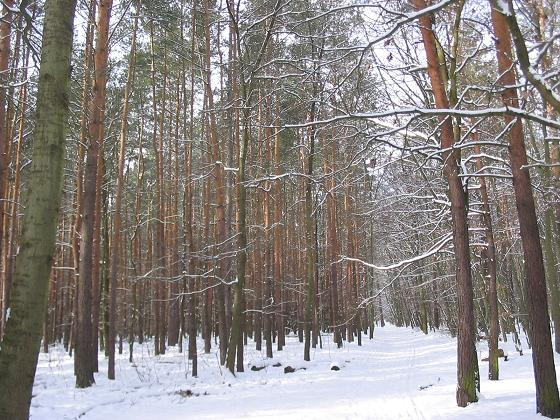
Compra: Forst.

### Especulación inmobiliaria: primer movimiento pro-naturaleza
Además, se trataba también de poner freno a la naciente especulación del suelo y a la destrucción de los bosques causada por aquella. Desde 1850, sobre todo durante la rápida industrialización en la época primera del imperio, se habían acaparado numerosas tierras que antes eran cultivos, campos o bosques de superficies cercanas a los pueblos (Schöneberg, Steglitz, Hermsdorf, Pankow, Lichtenberg...) hasta dejarlas reducidas a pequeños restos. Los bosques se mantenían un poco más de tiempo incólumes, dado que estos debían adquirirse del rey prusiano y no de campesinos que deseaban enriquecerse con las ventas (los llamados «campesinos millonarios de Schöneberg»). Especialmente las posesiones en Grunewald eran muy deseadas.
Como expresión del llamado Erste Deutsches Umweltbewegung (Primer Movimiento Alemán pro-Naturaleza) en el cambio del siglo XIX al XX y por iniciativa de dos periódicos berlineses en 1904 se consiguieron 30.000 firmas en una acción de protesta contra la destrucción del bosque Grunewald. En las especulaciones, que sin embargo continuaron, participaban no sólo el Estado sino también los poseedores privados de bosque. En el año 1909 esa especulación abarcaba espacios forestales por un total de unas 1800 hectáreas.

## Repercusiones del contrato en la situación actual
Debido a las compras del consorcio municipal, a las compras paralelas más pequeñas de la ciudad de Berlín y a otras compras complementarias después de la unión en 1920, el Gran Berlín poseía una superficie de bosque de aproximadamente 21.500 hectáreas, que, a principios de la Segunda Guerra Mundial, llegaba aproximadamente a 25.000 hectáreas. De ello quedaron en manos de Berlín Oeste después de la división de Alemania y la creación de la DDR en 1949, aproximadamente 7300 hectáreas.
Después de la reunificación de los barrios separados y después de la devolución de las regiones de bosque de los alrededores en 1995 (9500 hectáreas) Berlín cuenta actualmente con 29.000 hectáreas de superficie de bosque en una superficie total de 89.200 hectáreas. Gracias al contrato de 1915, que pervive en varias leyes parciales y prescripciones, Berlín es hoy, aproximadamente 100 años después de su firma, la ciudad europea con la mayor superficie de bosque.
En la Ley de bosque rural aprobada por el senado de Berlín-Oeste el 30 de enero de 1979, que es válida desde 1990 para todo Berlín, el llamado «Contrato del Siglo» para la conservación del bosque encontraba su materialización definitiva en la forma de ley. Toda la superficie de bosque berlinés era declarada como bosque protegido y área de reposo. En el artículo 1 de la Ley, sus objetivos se definían, con un lenguaje más actualizado, en una forma que podría proceder de los años 20:

… mantener el bosque debido a su importancia para el medio, especialmente para la eficiencia continua del equilibrio natural, del clima, de las reservas acuíferas, el mantenimiento de la pureza del aire, de la humedad de tierra, del paisaje así como para el reposo de la población …, aumentar en lo posible y asegurar definitivamente su reglamentario cuidado.